# CimaVax-EGF
CimaVax-EGF es una vacuna utilizada para tratar el carcinoma pulmonar no microcítico (CPNM). 
La vacuna hace blanco específico en la proteína natural Nepidermina (EGF en inglés).
Esta vacuna ha prolongado la vida de los pacientes, especialmente de los menores de 60 años, con una supervivencia media de 18 meses en los vacunados en comparación con los 7 meses para los no vacunados.
Los efectos secundarios de la vacuna parecen ser leves e incluyen escalofríos, fiebre, y sensación de resfrío.

## Historia
La vacuna es el resultado de una investigación de 25 años en el centro cubano de Inmunología Molecular. 
Está actualmente disponible en Cuba, Colombia, Perú y Paraguay. 
En octubre de 2015 el Instituto serbio de Virología Torlak firmó un memorándum para el tratamiento médico integral de 30 pacientes que será parte de un estudio clínico. 
CimaVax es relativamente barato de producir y comercializar, además de tener una toxicidad baja.

## Funcionamiento
CimaVax Es una vacuna activa en la cual los pacientes son immunizados través del factor de crecimiento epidérmico (EGF), lo que genera anticuerpos dirigidos al propio EGF. El producto también se formula con la proteína externa P64k de Neisseria meningitidis y ISA 51 de Montanide como coadyuvante para potenciar la respuesta inmune. 
El receptor del factor de crecimiento epidérmico (EGFR) es secuestrado por muchos tipos de cáncer, incluyendo cánceres de pulmón, colon, riñón y cabeza y cuello. Al aumentar los anticuerpos contra EGF, que es el ligando principal de EGFR, se reducen las concentraciones de EGF en la sangre. Así CimaVax no apunta directamente a las células cancerosas, pero se espera que trabaje contra estos cánceres negando a los cánceres el estímulo de crecimiento que requieren. 
Por esta razón, el grupo de Roswell Park piensa que puede resultar más útil como una vacuna preventiva en lugar de como una terapia de cáncer per se.

## Investigación

### Cuba
Los primeros ensayos mostraron una tendencia estadística hacia una tasa de supervivencia mejorada entre los sujetos vacunados. 
En varios ensayos se ha observado una correlación directa entre el nivel de anticuerpos de un paciente vacunado contra el EGF y la supervivencia; y en uno de los ensayos más grandes también hubo una dependencia de edad, donde sólo los sujetos menores de 60 años se beneficiaron en términos de supervivencia.

Se producen más anticuerpos cuando la vacuna se formula con Montanide ISA 51 en lugar de hidróxido de aluminio como coadyuvante y cuando los pacientes reciben una dosis baja de ciclofosfamida tres días antes de la administración de la vacuna. 
 
Se piensa que la ciclofosfamida bloquea temporalmente la tolerancia inmunológica natural del cuerpo al EGF, aumentando así los títulos de anticuerpos. 
Los investigadores advierten que los primeros resultados hasta la fecha han sido en ensayos relativamente pequeños en etapas iniciales con pacientes que fueron cuidadosamente seleccionados sobre la base de criterios predefinidos de inclusión y exclusión y que recibieron cuidados oncológicos especializados. Por lo tanto, no pueden ser representativos de la mayoría de los pacientes que podrían beneficiarse de la vacuna. 
 
Se ha instado a que CimaVax se someta a pruebas en pacientes con cáncer de NSCLC en etapa temprana y en pacientes que no son candidatos a quimioterapia, y que se realicen investigaciones para determinar qué subgrupos de pacientes con NSCLC hacen y no responden a la vacuna. Se ha sugerido que CimaVax también puede ser eficaz en otros tipos de cáncer que son dependientes de EGF/EGFR, incluyendo muchos casos de cáncer de próstata.

### Internacional
Los ensayos se están organizando en los Estados Unidos, la Unión Europea, Japón y Serbia. 
 
En octubre de 2016, la Administración de Alimentos y Medicamentos de los Estados Unidos autorizó al Roswell Park Cancer Institute a realizar un ensayo clínico PhaseI/II de CimaVAX en pacientes con carcinoma pulmonar no microcítico. En septiembre de 2016, cerca de 200 personas se habían ofrecido voluntariamente para ser sujetos en el estudio.